# Ертугліфлозин
Ертугліфлозин (англ. Ertugliflozin) — синтетичний таблетований цукрознижуючий лікарський засіб для прийому всередину, який застосовується для лікування цукрового діабету другого типу, що випускається під торговою назвою «Стеглатро». Найбільш поширеними побічними ефектами препарату є грибкові інфекції піхви та інші інфекції жіночої статевої системи. Ертугліфлозин є інгібітором натрійзалежного котранспортера глюкози 2-го типу (SGLT2), і входить до класу препаратів, відомих як гліфлозини. У США FDA схвалило препарат для застосування як монотерапії, або як комбінації фіксованих доз із ситагліптином або метформіном. У Європейському Союзі ертугліфлозин схвалений у березні 2018 року для використання як монотерапії або комбінованої терапії. У вересні 2020 року журнал «The New England Journal of Medicine» повідомив, що ертугліфлозин виявився не гіршим за плацебо щодо появи серцево-судинних подій.
Комбінація ертугліфлозину з метформіном продається як «Сеглуромет», а комбінація з ситагліптином продається як «Стеглуджан».

## Медичне застосування
Ертугліфлозин показаний для лікування дорослих із недостатньо контрольованим цукрового діабету другого типу як доповнення до дієти та фізичної активності як монотерапія, коли не може застосовуватися метформін через непереносимість або протипоказання, або як додаток до інших лікарських засобів для лікування діабету.

## Протипоказання
Згідно схвалення США ертугліфлозин протипоказаний пацієнтам із важкою нирковою недостатністю, термінальною нирковою недостатністю та хворим, які перебувають на діалізі. Схвалення Європейського Союзу не містить жодних протипоказань, окрім підвищеної чутливості до препарату, яка є стандартною для всіх схвалень препаратів.

## Побічні ефекти
Побічні ефекти, які спостерігалися в дослідженнях значно частіше при застосуванні ертугліфлозину, ніж при застосуванні плацебо, включали мікоз статевих органів як у чоловіків, так і у жінок, вагінальний свербіж, часте сечовипускання, спрагу, гіпоглікемію і втрату ваги при схемі вищого дозування. Рідкісним, але небезпечним для життя побічним ефектом гліфлозинів є кетоацидоз; це спостерігалося у 3 хворих (0,1 %) під час досліджень ертугліфлозину. Симптоми кетоацидозу включають нудоту, блювання, біль у животі, втому та проблеми з диханням. Щоб зменшити ризик розвитку кетоацидозу (серйозного стану, при якому в організмі спостерігається високий рівень кетонових тіл) після операції, FDA схвалило зміни до інформації про призначення інгібіторів натрійзалежного котранспортера глюкози 2-го типу (SGLT2), у яких рекомендовано тимчасово припинити їх застосування перед плановою операцією. Прийом ертугліфлозину слід припинити щонайменше за 4 дні до запланованої операції.

## Передозування
Пацієнти без будь-яких токсичних ефектів можуть перенести шестиразове перевищення добової дози протягом 2 тижнів або двадцятиразове однократне перевищення разової дози препарату.

## Взаємодії
Як і у випадку з багатьма ліками від діабету, комбінування ертугліфлозину з інсуліном або стимуляторами секреції інсуліну (такими як похідні сульфонілсечовини) може призвести до підвищеного ризику гіпоглікемії. Поєднання з діуретиками може призвести до підвищення ризику зневоднення та зниження артеріального тиску. У дослідженнях не виявлено клінічно значущих фармакокінетичних взаємодій препарату.

## Фармакокінетика
Після перорального прийому ертугліфлозин практично повністю всмоктується в кишечнику, і не має ефекту першого проходження через печінку. Найвища концентрація препарату в плазмі крові досягається через годину після прийому. Ертугліфлозин на 93,6 % зв'язується з білками плазми крові. Препарат метаболізується переважно до глюкуронідів ферментами UGT1A9 та UGT2B7. Ферменти цитохрому Р-450 відіграють лише незначну роль у метаболізмі ертугліфлозину. Період напіввиведення препарату становить близько 17 годин. 40,9 % препарату виводиться з калом (33,8 % у незміненому вигляді та 7,1 % у вигляді метаболітів) і 50,2 % із сечею (1,5 % у незміненому вигляді та 48,7 % у вигляді метаболітів). Висока частка незміненої речовини в калі, ймовірно, пов'язана з гідролізом метаболітів до вихідної речовини.

## Правовий статус
Ертугліфлозин, ертугліфлозин/метформін та ертугліфлозин/ситагліптин були схвалені для медичного використання в США в грудні 2019 року, а в Європейському Союзі в березні 2018 року.